# 傅子明
傅子明（1961年6月—2024年7月8日），上海人，中国大陆男演员、滑稽演员、歌手，因其以吴语上海方言（沪语）演唱歌曲而闻名。

## 生平
1979年，傅子明进入上海市人民滑稽剧团学员班，用两年时间学成毕业了三年的课程。他特别擅长演丑角，代表剧目有滑稽戏《明媒争娶》、《噱战上海滩》等。
傅子明是1980年代上海首位上海话歌曲演唱者，被称为“沪语歌”创始人。1995年，傅子明的沪语MTV《做人难》获得了第7届中国音乐电视大会串MTV金奖。同年发布《风雨行》沪语专辑音带卖出三万余盒。1998年，为沪语情景喜剧《红茶坊》演唱主题曲。
傅子明还曾出演电影《股疯》，参演《百变神偷》、《家族利益》、《风云黄浦江》、《五号特工组》、《海浪行动》等影视剧。
2024年7月8日上午2时26分，傅子明于上海第九人民医院病逝，享年64岁。